# Liste der Kategorie-A-Bauwerke in Aberdeenshire

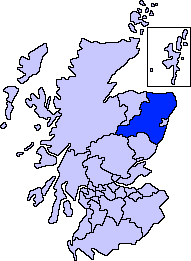
Lage von Aberdeenshire in Schottland

Die Liste der Kategorie-A-Gebäude in Aberdeenshire umfasst sämtliche in der Kategorie A eingetragenen Baudenkmäler in der schottischen Council Area Aberdeenshire. Die Einstufung wird anhand der Kriterien von Historic Scotland vorgenommen, wobei in die höchste Kategorie A Bauwerke von nationaler oder internationaler Bedeutung einsortiert sind. In Aberdeenshire sind derzeit 192 Bauwerke in der Kategorie A gelistet.
| Name                                    | Lage                                                  | Typ                        | Eintrag | Bild                                  |
| --------------------------------------- | ----------------------------------------------------- | -------------------------- | ------- | ------------------------------------- |
| North Bridge                            | Arbuthnott 56° 52′ 2,2″ N, 2° 20′ 16,3″ W             | Brücke                     | 31      | North Bridge                          |
| Braemar Castle                          | Braemar 57° 0′ 53″ N, 3° 23′ 29,2″ W                  | Schloss                    | 36      | Braemar Castle                        |
| Tilquhillie Castle                      | nahe Banchory 57° 2′ 15,1″ N, 2° 27′ 36,2″ W          | Tower House                | 38      | Tilquhillie Castle                    |
| Park Bridge                             | nahe Drumoak 57° 4′ 27″ N, 2° 20′ 14,2″ W             | Brücke                     | 45      | Park Bridge                           |
| Craig Castle                            | nahe Rhynie 57° 18′ 39,3″ N, 2° 52′ 49,1″ W           | Tower House                | 2736    |                                       |
| Druminnor Castle                        | nahe Rhynie 57° 19′ 32,2″ N, 2° 48′ 36,4″ W           | Tower House                | 2743    |                                       |
| Aberdour House                          | nahe New Aberdour 57° 39′ 54,7″ N, 2° 9′ 10″ W        | Herrenhaus                 | 2768    |                                       |
| Orrok House                             | nahe Balmedie 57° 16′ 0,1″ N, 2° 3′ 41,1″ W           | Villa                      | 2778    | Orrok House                           |
| Mounie Castle                           | nahe Oldmeldrum 57° 20′ 52,4″ N, 2° 23′ 21,9″ W       | Herrenhaus                 | 2793    | Mounie Castle                         |
| Mill of Benholm                         | nahe Benholm 56° 48′ 46,3″ N, 2° 19′ 6,5″ W           | Mühle                      | 2805    | Mill of Benholm                       |
| Benholm Castle                          | Benholm 56° 49′ 29,4″ N, 2° 19′ 21,1″ W               | Herrenhaus                 | 2807    |                                       |
| Benholm Parish Church                   | Benholm 56° 48′ 51,6″ N, 2° 19′ 18,9″ W               | Kirche                     | 2813    | Benholm Parish Church                 |
| Bourtie Parish Church                   | nahe Oldmeldrum 57° 18′ 49,9″ N, 2° 19′ 34,2″ W       | Kirche                     | 2815    | Bourtie Parish Church                 |
| Bourtie House                           | nahe Inverurie 57° 18′ 23,4″ N, 2° 21′ 27,9″ W        | Herrenhaus                 | 2819    | Bourtie House                         |
| Barra Castle                            | nahe Oldmeldrum 57° 19′ 18,8″ N, 2° 20′ 48″ W         | Herrenhaus                 | 2821    | Barra Castle                          |
| Pitcaple Castle                         | nahe Pitcaple 57° 19′ 27,8″ N, 2° 27′ 16,3″ W         | Herrenhaus                 | 2830    |                                       |
| Pittodrie’s Yate                        | Chapel of Garioch 57° 18′ 25,1″ N, 2° 28′ 23,3″ W     | Tor                        | 2846    | Pittodrie’s Yate                      |
| Arbuthnott Parish Church                | Arbuthnott 56° 51′ 46″ N, 2° 19′ 37,5″ W              | Kirche                     | 2876    | Arbuthnott Parish Church              |
| Allardice Castle                        | nahe Inverbervie 56° 51′ 23,6″ N, 2° 18′ 4,1″ W       | Herrenhaus                 | 2878    | Allardice Castle                      |
| Tor von Allardice Castle                | nahe Inverbervie 56° 51′ 23,2″ N, 2° 18′ 4,4″ W       | Tor                        | 2879    |                                       |
| Arbuthnott House                        | Arbuthnott 56° 52′ 0″ N, 2° 20′ 16,9″ W               | Herrenhaus                 | 2880    | Arbuthnott House                      |
| Bridge of Alvah                         | nahe Banff 57° 38′ 18,3″ N, 2° 32′ 14,4″ W            | Brücke                     | 2883    | Bridge of Alvah                       |
| Fishing Temple                          | nahe Banff 57° 39′ 16,1″ N, 2° 31′ 11,8″ W            | Tempel                     | 2885    | Fishing Temple                        |
| Dunlugas House                          | nahe Turriff 57° 35′ 18,3″ N, 2° 30′ 38,9″ W          | Herrenhaus                 | 2888    | Dunlugas House                        |
| Castle Fraser                           | nahe Kemnay 57° 12′ 10,8″ N, 2° 27′ 38″ W             | Schloss                    | 2924    | Castle Fraser                         |
| Stallungen von Castle Fraser            | nahe Kemnay 57° 12′ 7,4″ N, 2° 27′ 52,7″ W            | Stallungen                 | 2925    | Stallungen von Castle Fraser          |
| Sonnenuhr von Castle Fraser             | nahe Kemnay 57° 12′ 15,4″ N, 2° 27′ 34,3″ W           | Sonnenuhr                  | 2927    | Sonnenuhr von Castle Fraser           |
| Fraser Mausoleum                        | nahe Sauchen 57° 12′ 10,2″ N, 2° 31′ 23,9″ W          | Mausoleum                  | 2947    | Fraser Mausoleum                      |
| Alter Friedhof von Cluny                | nahe Sauchen 57° 12′ 9,9″ N, 2° 31′ 24,5″ W           | Friedhof                   | 2948    | Alter Friedhof von Cluny              |
| Cluny Castle                            | nahe Sauchen 57° 12′ 16,3″ N, 2° 30′ 59,5″ W          | Burg                       | 2949    | Cluny Castle                          |
| Tillycairn Castle                       | nahe Sauchen 57° 11′ 32,6″ N, 2° 33′ 22,3″ W          | Tower House                | 2959    |                                       |
| Culsalmond Old Parish Church            | nahe Colpy 57° 23′ 8″ N, 2° 35′ 1,4″ W                | Kirchenruine               | 2960    | Culsalmond Old Parish Church          |
| Crathie Suspension Bridge               | nahe Crathie 57° 2′ 0,6″ N, 3° 12′ 39,7″ W            | Brücke                     | 2988    | Crathie Suspension Bridge             |
| Crathie Girder Bridge                   | nahe Crathie 57° 2′ 21,9″ N, 3° 13′ 4″ W              | Brücke                     | 2989    | Crathie Girder Bridge                 |
| Invercauld House                        | nahe Braemar 57° 0′ 57″ N, 3° 21′ 43,2″ W             | Herrenhaus                 | 2995    | Invercauld House                      |
| Abergeldie Castle                       | nahe Crathie 57° 2′ 35,8″ N, 3° 10′ 35,1″ W           | Tower House                | 3005    | Abergeldie Castle                     |
| Auchanachie Castle                      | nahe Huntly 57° 30′ 35,1″ N, 2° 50′ 18,8″ W           | Tower House                | 3016    |                                       |
| Crimond Parish Church                   | Crimond 57° 36′ 3,1″ N, 1° 54′ 41,9″ W                | Kirche                     | 3028    | Crimond Parish Church                 |
| Finzean Turning Mill                    | nahe Aboyne 57° 0′ 49″ N, 2° 40′ 29,2″ W              | Mühle                      | 3046    | Finzean Turning Mill                  |
| Inchdrewer Castle                       | nahe Banff 57° 38′ 6,1″ N, 2° 34′ 40,3″ W             | Burg                       | 3049    | Inchdrewer Castle                     |
| Potarch Bridge                          | nahe Kincardine O’Neil 57° 3′ 54,5″ N, 2° 38′ 55,7″ W | Brücke                     | 3095    | Potarch Bridge                        |
| Finzean Bucket Mill                     | nahe Aboyne 57° 0′ 36,2″ N, 2° 41′ 49,5″ W            | Mühle                      | 3100    | Finzean Bucket Mill                   |
| Park House                              | nahe Drumoak 57° 4′ 6,1″ N, 2° 21′ 52″ W              | Herrenhaus                 | 3103    | Park House                            |
| Drum Castle                             | nahe Drumoak 57° 5′ 42,2″ N, 2° 20′ 16,7″ W           | Burg                       | 3113    | Drum Castle                           |
| Rhu-Na-Haven                            | Aboyne 57° 4′ 5,1″ N, 2° 48′ 10,7″ W                  | Villa                      | 3126    | Rhu-Na-Haven                          |
| Dunecht House                           | nahe Dunecht 57° 9′ 39,3″ N, 2° 24′ 47,6″ W           | Herrenhaus                 | 3133    | Dunecht House                         |
| Echt Parish Church                      | nahe Echt 57° 8′ 28,1″ N, 2° 25′ 57,6″ W              | Kirche                     | 3152    | Echt Parish Church                    |
| The Ha House                            | nahe Banchory 57° 5′ 8,7″ N, 2° 30′ 17,2″ W           | Hotel                      | 3247    | The Ha House                          |
| Crathes Castle                          | nahe Banchory 57° 3′ 41,5″ N, 2° 26′ 23,3″ W          | Tower House                | 3262    | Crathes Castle                        |
| Balfluig Castle                         | Alford 57° 13′ 27,2″ N, 2° 41′ 11,3″ W                | Tower House                | 3278    | Balfluig Castle                       |
| St Margaret’s Episcopal Church          | Braemar 57° 0′ 20,7″ N, 3° 23′ 50,1″ W                | Kirche                     | 6266    | St Margaret’s Episcopal Church        |
| South Colleonard                        | nahe Banff 57° 39′ 11,1″ N, 2° 33′ 28,9″ W            | Villa                      | 6662    | South Colleonard                      |
| Gairnshiel Bridge                       | nahe Crathie 57° 5′ 36″ N, 3° 9′ 55″ W                | Brücke                     | 6747    | Gairnshiel Bridge                     |
| Castle of Fiddes                        | nahe Stonehaven 56° 55′ 21″ N, 2° 17′ 25″ W           | Tower House                | 6753    |                                       |
| Balbegno Castle                         | nahe Fettercairn 56° 50′ 48,9″ N, 2° 35′ 34,4″ W      | Tower House                | 6754    | Balbegno Castle                       |
| Marktkreuz von Fettercairn              | Fettercairn 56° 51′ 7,3″ N, 2° 34′ 28,7″ W            | Marktkreuz                 | 6755    | Marktkreuz von Fettercairn            |
| Taubenturm von Findlater Castle         | nahe Cullen 57° 41′ 17,4″ N, 2° 46′ 23,6″ W           | Taubenturm                 | 6759    | Taubenturm von Findlater Castle       |
| Bridge of Keig                          | nahe Keig 57° 15′ 26,1″ N, 2° 38′ 6″ W                | Brücke                     | 9057    |                                       |
| Aquhorthies House                       | nahe Inverurie 57° 16′ 11,9″ N, 2° 27′ 3,9″ W         | Villa                      | 9073    | Aquhorthies House                     |
| Castle Bridge                           | Huntly 57° 27′ 20,3″ N, 2° 46′ 49,9″ W                | Brücke                     | 9081    |                                       |
| Auchmacoy Dovecot                       | nahe Ellon 57° 22′ 23,5″ N, 2° 1′ 7,5″ W              | Taubenturm                 | 9089    | Auchmacoy Dovecot                     |
| Kildrummy Parish Church                 | Kildrummy 57° 14′ 45,1″ N, 2° 52′ 34,4″ W             | Kirche                     | 9093    | Kildrummy Parish Church               |
| Nether Ardgrain                         | nahe Ellon 57° 23′ 45,7″ N, 2° 4′ 47,6″ W             | Bauernhaus                 | 9106    | Nether Ardgrain                       |
| Old Parish Church                       | nahe Bellabeg 57° 13′ 21,6″ N, 3° 2′ 8,3″ W           | Kirche                     | 9126    | Old Parish Church                     |
| Keith Hall                              | nahe Inverurie 57° 16′ 51,3″ N, 2° 21′ 11,9″ W        | Herrenhaus                 | 9136    | Keith Hall                            |
| Balbithan House                         | nahe Inverurie 57° 15′ 36,9″ N, 2° 18′ 47″ W          | Tower House                | 9140    |                                       |
| Beldorney Castle                        | nahe Dufftown 57° 25′ 10,4″ N, 2° 57′ 46,8″ W         | Tower House                | 9163    | Beldorney Castle                      |
| Grabplatte an der Foveran Parish Church | Foveran 57° 18′ 28,2″ N, 2° 1′ 35,9″ W                | Platte                     | 9166    |                                       |
| Leith Hall                              | nahe Kennethmont 57° 21′ 22,6″ N, 2° 45′ 53,4″ W      | Herrenhaus                 | 9183    | Leith Hall                            |
| Kemnay House                            | Kemnay 57° 13′ 41,6″ N, 2° 26′ 34,3″ W                | Tower House                | 9212    | Kemnay House                          |
| Mains of Hallhead House                 | nahe Alford 57° 10′ 12,8″ N, 2° 47′ 14,9″ W           | Bauernhaus                 | 9218    | Mains of Hallhead House               |
| Craigievar Castle                       | nahe Alford 57° 10′ 27,1″ N, 2° 43′ 5,1″ W            | Tower House                | 9229    | Craigievar Castle                     |
| Cairness House                          | nahe Crimond 57° 38′ 17,4″ N, 1° 56′ 15,2″ W          | Herrenhaus                 | 9263    | Cairness House                        |
| Lodge von Cairness House                | nahe Crimond 57° 38′ 21,3″ N, 1° 56′ 0,4″ W           | Lodge                      | 9264    | Lodge von Cairness House              |
| Crimonmogate House                      | nahe Crimond 57° 37′ 5,6″ N, 1° 56′ 4,9″ W            | Herrenhaus                 | 9270    | Crimonmogate House                    |
| Muchalls Castle                         | nahe Stonehaven 57° 1′ 3,1″ N, 2° 10′ 47,3″ W         | Herrenhaus                 | 9352    | Muchalls Castle                       |
| Taubenturm von Fetteresso Castle        | nahe Stonehaven 56° 57′ 34,2″ N, 2° 15′ 30,3″ W       | Taubenturm                 | 9371    |                                       |
| Craigston Castle                        | nahe Turriff 57° 35′ 4,5″ N, 2° 23′ 57,6″ W           | Tower House                | 9392    | Craigston Castle                      |
| Old Parish Church of Longside           | Longside 57° 30′ 54,7″ N, 1° 56′ 20,8″ W              | Kirchenruine               | 9410    | Old Parish Church of Longside         |
| Tor der Old Parish Church of Longside   | Longside 57° 30′ 55″ N, 1° 56′ 22,3″ W                | Tor                        | 9412    | Tor der Old Parish Church of Longside |
| Frendraught House                       | nahe Huntly 57° 27′ 56,4″ N, 2° 38′ 1,4″ W            | Herrenhaus                 | 9449    | Frendraught House                     |
| Gärten von Balbegno Castle              | nahe Fettercairn 56° 50′ 47,6″ N, 2° 35′ 33,3″ W      | Gärten                     | 9495    |                                       |
| Taubenhaus von Balbegno Castle          | nahe Fettercairn 56° 50′ 49″ N, 2° 35′ 29,4″ W        | Taubenhaus                 | 9497    | Taubenhaus von Balbegno Castle        |
| Fasque House                            | nahe Fettercairn 56° 52′ 11,6″ N, 2° 34′ 40,9″ W      | Herrenhaus                 | 9503    | Fasque House                          |
| Fyvie Castle                            | nahe Turriff 57° 26′ 36,4″ N, 2° 23′ 42″ W            | Burg                       | 9615    | Fyvie Castle                          |
| St Palladius Episcopal Church           | nahe Auchenblae 56° 54′ 33,4″ N, 2° 28′ 55,4″ W       | Kirche                     | 9634    | St Palladius Episcopal Church         |
| Phesdo House                            | nahe Fettercairn 56° 52′ 15,6″ N, 2° 32′ 0″ W         | Villa                      | 9646    |                                       |
| Drumtochty Castle                       | nahe Auchenblae 56° 54′ 38,7″ N, 2° 29′ 40″ W         | Herrenhaus                 | 9664    | Drumtochty Castle                     |
| Troup Home Farm                         | nahe Gardenstown 57° 40′ 50,6″ N, 2° 16′ 59,3″ W      | Bauernhof                  | 10585   |                                       |
| Birkenbog House                         | nahe Fordyce 57° 40′ 24,7″ N, 2° 46′ 42,6″ W          | Wohngebäude                | 10586   | Birkenbog House                       |
| Fordyce Castle                          | Fordyce 57° 39′ 42,6″ N, 2° 44′ 46,1″ W               | Tower House                | 10623   | Fordyce Castle                        |
| Taubenturm von Glassaugh House          | nahe Fordyce 57° 40′ 14,8″ N, 2° 44′ 27,3″ W          | Taubenturm                 | 10650   |                                       |
| Glassaugh House                         | nahe Fordyce 57° 40′ 14,4″ N, 2° 44′ 31,5″ W          | Herrenhaus                 | 10694   |                                       |
| Forglen House                           | nahe Turriff 57° 33′ 21,2″ N, 2° 30′ 16,5″ W          | Herrenhaus                 | 13603   | Forglen House                         |
| Bridge of Dye                           | nahe Banchory 56° 57′ 52,5″ N, 2° 34′ 31,7″ W         | Brücke                     | 13878   | Bridge of Dye                         |
| Terpersie Castle                        | nahe Alford 57° 16′ 13,7″ N, 2° 45′ 13,3″ W           | Tower House                | 13879   | Terpersie Castle                      |
| Marykirk Bridge                         | nahe Marykirk 56° 46′ 32,1″ N, 2° 30′ 55,4″ W         | Brücke                     | 13891   |                                       |
| Upper North Water Bridge                | nahe Marykirk 56° 47′ 7,6″ N, 2° 34′ 12,3″ W          | Brücke                     | 13892   | Upper North Water Bridge              |
| Taubenturm von Mounthooley              | nahe Peathill 57° 40′ 59,6″ N, 2° 7′ 40,8″ W          | Taubenturm                 | 15909   | Taubenturm von Mounthooley            |
| Hill Curch of Rosehearty                | Peathill 57° 41′ 10,6″ N, 2° 6′ 42,5″ W               | Kirche                     | 15911   | Hill Curch of Rosehearty              |
| Mains of Pittendrum House               | Sandhaven 57° 41′ 34,3″ N, 2° 3′ 40,7″ W              | Bauernhaus                 | 15914   | Mains of Pittendrum House             |
| Udny Castle                             | nahe Pitmedden 57° 19′ 53,4″ N, 2° 11′ 50,3″ W        | Tower House                | 15922   | Udny Castle                           |
| Pitmedden Great Garden                  | Pitmedden 57° 20′ 33,8″ N, 2° 11′ 30,4″ W             | Gärten                     | 15925   | Pitmedden Great Garden                |
| Glenkindie House                        | nahe Kildrummy 57° 13′ 1,8″ N, 2° 57′ 27,3″ W         | Herrenhaus                 | 15945   |                                       |
| House of Monymusk                       | Monymusk 57° 13′ 43,6″ N, 2° 31′ 1,4″ W               | Herrenhaus                 | 15967   | House of Monymusk                     |
| Monymusk Parish Church                  | Monymusk 57° 13′ 36,8″ N, 2° 31′ 24,8″ W              | Kirche                     | 15987   | Monymusk Parish Church                |
| Marktkreuz von Old Rayne                | Old Rayne 57° 20′ 38,9″ N, 2° 32′ 31,9″ W             | Marktkreuz                 | 16019   | Marktkreuz in Old Rayne               |
| Aberdeenshire Farming Museum            | Old Deer 57° 31′ 18,4″ N, 2° 1′ 58,1″ W               | Museum                     | 16096   | Aberdeenshire Farming Museum          |
| Straloch House                          | nahe Newmachar 57° 16′ 47,7″ N, 2° 13′ 58″ W          | Herrenhaus                 | 16125   |                                       |
| Harthill Castle                         | nahe Insch 57° 18′ 57,9″ N, 2° 31′ 19,1″ W            | Tower House                | 16132   | Harthill Castle                       |
| Westhall House                          | nahe Old Rayne 57° 19′ 45,2″ N, 2° 32′ 38,3″ W        | Herrenhaus                 | 16134   | Westhall House                        |
| Cairnbulg Castle                        | nahe Fraserburgh 57° 39′ 56,2″ N, 1° 58′ 25″ W        | Burg                       | 16143   | Cairnbulg Castle                      |
| House of Memsie                         | nahe Fraserburgh 57° 38′ 28″ N, 2° 2′ 48,8″ W         | Herrenhaus                 | 16146   | House of Memsie                       |
| Skellater House                         | nahe Bellabeg 57° 10′ 57″ N, 3° 8′ 7,4″ W             | Herrenhaus                 | 16173   |                                       |
| Bellabeg House                          | Bellabeg 57° 12′ 13,5″ N, 3° 4′ 6,8″ W                | Herrenhaus                 | 16188   |                                       |
| Montgarrie Mill                         | Montgarrie 57° 14′ 53,3″ N, 2° 42′ 23″ W              | Mühle                      | 16207   |                                       |
| Tor von Meldrum House                   | Oldmeldrum 57° 21′ 6,7″ N, 2° 18′ 50,1″ W             | Tor                        | 16225   | Tor von Meldrum House                 |
| Lickleyhead Castle                      | nahe Insch 57° 18′ 7,5″ N, 2° 37′ 13,8″ W             | Tower House                | 16234   | Lickleyhead Castle                    |
| Midmar Castle                           | nahe Echt 57° 8′ 13,8″ N, 2° 29′ 23,6″ W              | Burg                       | 16262   | Midmar Castle                         |
| Sonnenuhr von Midmar Castle             | nahe Echt 57° 8′ 13,6″ N, 2° 29′ 24,1″ W              | Sonnenuhr                  | 16263   | Sonnenuhr von Midmar Castle           |
| Gärten von Midmar Castle                | nahe Echt 57° 8′ 13,7″ N, 2° 29′ 20,6″ W              | Gärten                     | 16264   |                                       |
| Linton House                            | nahe Sauchen 57° 10′ 47,8″ N, 2° 29′ 22,5″ W          | Herrenhaus                 | 16274   |                                       |
| Balmanno House                          | nahe Marykirk 56° 47′ 21,2″ N, 2° 30′ 25,3″ W         | Herrenhaus                 | 16278   |                                       |
| Taubenhaus von Inglismaldie Castle      | nahe Marykirk 56° 47′ 21,6″ N, 2° 35′ 14″ W           | Taubenhaus                 | 16289   | Taubenhaus von Inglismaldie Castle    |
| Forebank House                          | nahe Marykirk 56° 46′ 23,1″ N, 2° 29′ 27″ W           | Villa                      | 16328   | Forebank House                        |
| Lower North Water Bridge                | nahe St Cyrus 56° 45′ 1,5″ N, 2° 27′ 7,1″ W           | Brücke                     | 16330   | Lower North Water Bridge              |
| Buchan Ness Lighthouse                  | Boddam 57° 28′ 13,5″ N, 1° 46′ 27,7″ W                | Leuchtturm                 | 16367   | Buchan Ness Lighthouse                |
| Towie Barclay Castle                    | nahe Turriff 57° 29′ 5,6″ N, 2° 25′ 41″ W             | Tower House                | 16405   | Towie Barclay Castle                  |
| Delgatie Castle                         | nahe Turriff 57° 32′ 39,4″ N, 2° 24′ 42,6″ W          | Tower House                | 16421   | Delgatie Castle                       |
| Hatton Castle                           | nahe Turriff 57° 30′ 44,3″ N, 2° 24′ 25,1″ W          | Herrenhaus                 | 16431   | Hatton Castle                         |
| St John’s Episcopal Church              | New Pitsligo 57° 35′ 35,1″ N, 2° 11′ 50,7″ W          | Kirche                     | 16440   | St John’s Episcopal Church            |
| Haddo House                             | nahe Ellon 57° 24′ 10,9″ N, 2° 13′ 13,3″ W            | Herrenhaus                 | 16470   | Haddo House                           |
| Lodges von Dunecht House                | nahe Dunecht 57° 9′ 46,8″ N, 2° 21′ 23,1″ W           | Lodge                      | 16505   | Lodges von Dunecht House              |
| Garlogie Village Hall                   | Garlogie 57° 8′ 23,2″ N, 2° 21′ 41,1″ W               | Industriebauwerk           | 16506   | Garlogie Village Hall                 |
| Skene House                             | Skene 57° 10′ 40,3″ N, 2° 23′ 8,3″ W                  | Herrenhaus                 | 16530   | Skene House                           |
| Rathaus von Strichen                    | Strichen 57° 35′ 11,3″ N, 2° 5′ 26,7″ W               | Rathaus                    | 16551   | Rathaus von Strichen                  |
| New Chapel                              | nahe Milltimber 57° 5′ 56,5″ N, 2° 11′ 39″ W          | Kirche                     | 19227   | New Chapel                            |
| Castle of Park                          | nahe Cornhill 57° 36′ 8,7″ N, 2° 41′ 21,9″ W          | Herrenhaus                 | 19597   | Castle of Park                        |
| Crombie Castle                          | nahe Aberchirder 57° 33′ 30,5″ N, 2° 41′ 6,4″ W       | Tower House                | 19602   | Crombie Castle                        |
| Kinnairdy Castle                        | nahe Aberchirder 57° 32′ 12,1″ N, 2° 39′ 17,1″ W      | Tower House                | 19606   | Kinnairdy Castle                      |
| Friedhof von Marnoch                    | nahe Aberchirder 57° 32′ 16,7″ N, 2° 40′ 40,8″ W      | Friedhof                   | 19610   | Friedhof von Marnoch                  |
| 11 Boyndie Street                       | Banff 57° 39′ 53,9″ N, 2° 31′ 26,6″ W                 | Clubhaus                   | 21885   |                                       |
| Bridge of Banff                         | Banff 57° 39′ 46,3″ N, 2° 30′ 47,9″ W                 | Brücke                     | 21893   | Bridge of Banff                       |
| Banff Town Hall                         | Banff 57° 40′ 0″ N, 2° 31′ 26″ W                      | Halle                      | 21941   |                                       |
| Banff Castle                            | Banff 57° 39′ 59,8″ N, 2° 31′ 20,7″ W                 | Villa                      | 21957   | Banff Castle                          |
| Duff House                              | Banff 57° 39′ 31,3″ N, 2° 31′ 12,2″ W                 | Schloss                    | 21985   | Duff House                            |
| Mausoleum von Duff House                | Banff 57° 39′ 15,1″ N, 2° 32′ 13,7″ W                 | Mausoleum                  | 21988   | Mausoleum von Duff House              |
| 1 High Shore                            | Banff 57° 39′ 53,6″ N, 2° 31′ 15,8″ W                 | Wohngebäude                | 22004   | 1 High Shore                          |
| Banff Primary School                    | Banff 57° 39′ 45,6″ N, 2° 31′ 27,4″ W                 | Schule                     | 22035   |                                       |
| 8–16 Low Street                         | Banff 57° 39′ 48,2″ N, 2° 31′ 17″ W                   | Wohn- und Geschäftsgebäude | 22056   | 8–16 Low Street                       |
| Tolbooth Steeple                        | Banff 57° 39′ 51,7″ N, 2° 31′ 17,2″ W                 | Rathaus                    | 22062   | Tolbooth Steeple                      |
| Rathaus von Banff                       | Banff 57° 39′ 52″ N, 2° 31′ 17,4″ W                   | Rathaus                    | 22063   | Rathaus von Banff                     |
| Banff Harbour                           | Banff 57° 40′ 13,1″ N, 2° 31′ 21,3″ W                 | Hafen                      | 22077   | Banff Harbour                         |
| St Catherine’s                          | Banff 57° 40′ 3,7″ N, 2° 31′ 26,3″ W                  | Villa                      | 22098   | St Catherine’s                        |
| Ingleneuk House                         | Banff 57° 39′ 55,1″ N, 2° 31′ 17,2″ W                 | Wohngebäude                | 22111   |                                       |
| Sonnenuhr von Ellon Castle              | Ellon 57° 21′ 59,2″ N, 2° 4′ 5,4″ W                   | Sonnenuhr                  | 31108   | Sonnenuhr von Ellon Castle            |
| Old Bridge of Ellon                     | Ellon 57° 21′ 48,3″ N, 2° 4′ 23,1″ W                  | Brücke                     | 31110   | Old Bridge of Ellon                   |
| St Mary on the Rock Episcopal Church    | Ellon 57° 21′ 42,2″ N, 2° 4′ 17,9″ W                  | Kirche                     | 31111   | St Mary on the Rock Episcopal Church  |
| Marktkreuz von Fraserburgh              | Fraserburgh 57° 41′ 37,2″ N, 2° 0′ 18,6″ W            | Marktkreuz                 | 31867   | Marktkreuz von Fraserburgh            |
| Altes Zollhaus von Fraserburgh          | Fraserburgh 57° 41′ 32″ N, 2° 0′ 18,4″ W              | Geschäftsgebäude           | 31873   | Altes Zollhaus von Fraserburgh        |
| Kinnaird Head Lighthouse                | Fraserburgh 57° 41′ 51,5″ N, 2° 0′ 14,2″ W            | Leuchtturm                 | 31888   | Kinnaird Head Lighthouse              |
| The Gordon Schools                      | Huntly 57° 27′ 2″ N, 2° 47′ 0,2″ W                    | Schule                     | 34943   | The Gordon Schools                    |
| St Margaret’s Church                    | Huntly 57° 26′ 57,7″ N, 2° 47′ 15″ W                  | Kirche                     | 34945   | St Margaret’s Church                  |
| Alexander Scott’s Hospital              | Huntly 57° 26′ 41,7″ N, 2° 46′ 51,6″ W                | Pflegeheim                 | 34962   | Alexander Scott’s Hospital            |
| Old Bervie Bridge                       | Inverbervie 56° 50′ 50,2″ N, 2° 16′ 40,3″ W           | Brücke                     | 35070   | Old Bervie Bridge                     |
| Rathaus von Kintore                     | Kintore 57° 14′ 13,3″ N, 2° 20′ 44,6″ W               | Rathaus                    | 36312   | Rathaus von Kintore                   |
| Peterhead Old Parish Church             | Peterhead 57° 30′ 17,9″ N, 1° 46′ 58,1″ W             | Kirche                     | 39671   | Peterhead Old Parish Church           |
| 23–27 North High Street                 | Portsoy 57° 41′ 2,3″ N, 2° 41′ 29″ W                  | Wohngebäude                | 40262   | 23–27 North High Street               |
| 16–20 North High Street                 | Portsoy 57° 41′ 2,4″ N, 2° 41′ 28,2″ W                | Wohngebäude                | 40268   |                                       |
| 10 Shorehead                            | Portsoy 57° 41′ 5″ N, 2° 41′ 30,5″ W                  | Wohngebäude                | 40292   | 10 Shorehead                          |
| Corf Warehouse                          | Portsoy 57° 41′ 5,8″ N, 2° 41′ 30″ W                  | Speicher                   | 40293   | Corf Warehouse                        |
| Alter Hafen von Portsoy                 | Portsoy 57° 41′ 6,1″ N, 2° 41′ 27,9″ W                | Hafen                      | 40296   | Alter Hafen von Portsoy               |
| St James the Great Episcopal Church     | Stonehaven 56° 57′ 44,8″ N, 2° 12′ 36,4″ W            | Kirche                     | 41552   | St James the Great Episcopal Church   |
| Fetteresso Parish Church                | Stonehaven 56° 58′ 6,5″ N, 2° 13′ 1,2″ W              | Kirche                     | 41576   | Fetteresso Parish Church              |
| Carronbank                              | Stonehaven 56° 57′ 45″ N, 2° 13′ 10″ W                | Villa                      | 41593   |                                       |
| 6 Keith Place                           | Stonehaven 56° 57′ 40″ N, 2° 12′ 12,7″ W              | Wohngebäude                | 41638   |                                       |
| Tolbooth von Stonehaven                 | Stonehaven 56° 57′ 38,7″ N, 2° 12′ 7,8″ W             | Rathaus                    | 41655   | Tolbooth von Stonehaven               |
| Old Parish Church of St Congan          | Turriff 57° 32′ 15,9″ N, 2° 27′ 56,1″ W               | Kirchenruine               | 42163   | Old Parish Church of St Congan        |
| St Thomas’s Episcopal Church            | Aboyne 57° 4′ 31,8″ N, 2° 47′ 35,3″ W                 | Kirche                     | 47053   | St Thomas’s Episcopal Church          |
| Souter’s Shop                           | Ballogie 57° 3′ 19,3″ N, 2° 41′ 57″ W                 | Wohn- und Geschäftsgebäude | 47119   | Souter’s Shop                         |
| Auchtavan Cottage                       | nahe Crathie 57° 2′ 38″ N, 3° 18′ 51,8″ W             | Wohngebäude                | 50074   | Auchtavan Cottage                     |
| Tarlair Swimming Pool                   | Macduff 57° 40′ 14,8″ N, 2° 28′ 15,7″ W               | Schwimmbad                 | 50788   | Tarlair Swimming Pool                 |
| Balmoral Castle                         | nahe Crathie 57° 2′ 26,1″ N, 3° 13′ 49″ W             | Schloss                    | 51460   | Balmoral Castle                       |
| Dairy Cottages                          | nahe Crathie 57° 2′ 8,9″ N, 3° 13′ 12,6″ W            | Wohngebäude                | 51468   |                                       |
| Werkstätten von Balmoral Castle         | nahe Crathie 57° 2′ 26,9″ N, 3° 13′ 39,2″ W           | Werkstätten                | 51479   |                                       |
| Stallungen von Balmoral Castle          | nahe Crathie 57° 2′ 8″ N, 3° 13′ 14,1″ W              | Stallungen                 | 51491   |                                       |
| John-Brown-Statue                       | nahe Crathie 57° 2′ 3,2″ N, 3° 13′ 14,7″ W            | Statue                     | 51493   |                                       |
| Prince-Albert-Statue                    | nahe Crathie 57° 2′ 14,4″ N, 3° 13′ 6,5″ W            | Statue                     | 51494   |                                       |
| Queen-Victoria-Statue                   | nahe Crathie 57° 2′ 18,6″ N, 3° 13′ 10,5″ W           | Statue                     | 51495   |                                       |
| Venison Larder                          | nahe Crathie 57° 2′ 25,7″ N, 3° 13′ 31,8″ W           | Statue                     | 51497   |                                       |
| Garbh Allt Falls Bridge                 | nahe Crathie 57° 2′ 25,7″ N, 3° 13′ 31,8″ W           | Brücke                     | 51513   |                                       |
| Tomintoul Croft                         | nahe Braemar 56° 59′ 51,7″ N, 3° 24′ 37,6″ W          | Wohngebäude                | 51797   |                                       |